# Progress D-436
Progress D-436 er en turbofan flymotor udviklet af den ukrainske virksomhed Ivchenko-Progress. Den blev certificeret i 1987.